# ローン・レンジャー (2013年の映画)
『ローン・レンジャー』（The Lone Ranger）は、ゴア・ヴァービンスキー監督、ウォルト・ディズニー・ピクチャーズ配給による2013年公開のアクション・西部劇映画。アーミー・ハマーが主人公のローン・レンジャー、ジョニー・デップがその相棒のトントを演じる。

## 概要
ローン・レンジャーの映画作品としては5作目にあたる。
物語は1933年のサンフランシスコにある遊園地で、高貴な野蛮人として展示されている老いたトントが客の少年に語り聞かせる体裁で進行する。トントの話には悪霊（ウィンディゴ）やスピリット・ウォーカーなどの単語が登場し、加えて信憑性の疑わしい描写が入り混じっているため、語りを聞き終えた少年は作り話ではないかと疑っている。一方で、少年が一瞬目を離した隙にトントは姿を消し、トントがいた展示物の陰から突如としてカラスが現れて飛び去るなど、本当に不思議な力が存在しているかのような描写も見られる。

## ストーリー
1869年、処刑のためにテキサス州のコルビーへと護送されていた極悪人ブッチ・キャヴェンディッシュは、あらかじめ護送車両に隠されていた拳銃を使い脱走を図る。彼と共に鎖に繋がれていた先住民のトントは殺された見張りの銃を手に取ると、過去の因縁からキャヴェンディッシュに銃を突きつけるが、事態を察しやってきた新任検事のジョン・リードに発砲を阻止されてしまった。直後、列車を襲撃したキャヴェンディッシュの仲間によってジョンは鎖で繋がれ、キャヴェンディッシュは脱走に成功する。トントは機転を利かせて鎖を列車から外すと、暴走し脱線するのが目に見えている列車から飛び降りようとするが、鎖でトントと繋がれていたジョンは強い正義感から他の乗客を見捨てることができず、トントの飛び降りを許さない。仕方なく協力し客車を切り離した2人は暴走する機関室に取り越されるものの、奇跡的に助かることができた。鎖から逃れたトントはキャヴェンディッシュを追おうとするが、ジョンによって捕縛されコルビーに着くなり牢屋に入れられてしまう。
ジョンはテキサス・レンジャーである兄ダン・リードとその仲間と共にキャヴェンディッシュを追うが、仲間の1人コリンズの裏切りにより一行は全滅してしまう。牢屋から脱出したトントが死んだレンジャー達の墓を掘り、彼らの持ち物と自分の持ち物を交換していると、どこからともなく白馬が現れる。白馬を聖なる存在と考えたトントはその導きに従い、一命を取り留めていたジョンを助けることにする。
目覚めたジョンはトントの証言からコリンズの裏切りに気付くと、キャヴェンディッシュに法の裁きを受けさせることを条件にトントへの協力を決める。トントの指示でマスクを身につけてコリンズの行方を探るジョンだが、手掛かりを求めて訪れた娼館でコマンチ族が協定を破り、白人を攻撃したことを知らされる。ジョンはダンの妻レベッカの危機を察知してトントと共に馬を飛ばすが、駆けつけた住居は既に襲撃された後で、レベッカとダニーの姿はなかった。2人は家に残っていた襲撃犯を撃退すると、彼らがコマンチ族に変装したキャヴェンディッシュの部下であると悟り、その痕跡を追う。
2人が荒野で道に迷っていると、コマンチ族が現れて2人を捕まえた。部族のチーフのもとに連れ出されたジョンは、少年期のトントが助けた白人2人組によって1つの集落が滅ぼされたこと、それによってトントの心が壊れてしまったことを教えられる。
間もなく、協定破りの犯人がコマンチ族だと信じきっている白人の騎兵隊がコマンチ族の集落を攻めてきた。ジョンとトントはキャヴェンディッシュを捕まえるため彼がいる銀山に向かい、見事にキャヴェンディッシュを打ち倒す。今度こそキャヴェンディッシュを殺そうとするトントだが、法の遵守を譲らないジョンはトントを気絶させてキャヴェンディッシュを捕縛し、信頼する鉄道会社の社員レイサム・コールの乗る列車へ連れて行く。しかし、実はコールとキャヴェンディッシュは兄弟であり、彼らこそかつてトントが助けた白人2人組だった。ジョンはレベッカとその息子ダニーに再会するが、本性を表したコールによって囚われの身となってしまう。
コールの目的は密かに銀山に鉄道を通し、採掘した銀を独占することだった。図らずも銀山に戻ってきたジョンは騎兵隊の手で銃殺刑に処されかけるが、待ち構えていたトントの策によって間一髪のところで助け出される。直後、銀山を包囲したコマンチ族と騎兵隊の戦いが始まった。ジョンはトントと共に銀山の奥に流れる川に飛び込んでその場から脱すると、自分の信じる正義など存在しないことを悟る。
銀行を襲って大量の火薬を入手した2人は、鉄道開通の除幕式が行われる裏で、谷に架けられた鉄道橋を爆破していた。その後、トントが隙を突いて列車の1つを強奪すると、キャヴェンディッシュとコールはもう1つの列車に乗り込んでトントを追い始める。さらに、列車に取り残されたダニーを助けたいレベッカや、白馬を駆るジョンも乗りつけていく。列車で繰り広げられた戦いの末、ジョンはキャヴェンディッシュを殺し、レベッカとダニーを無事に救出できた。トントは銀鉱石の乗せられた貨物車でコールに銃を突きつけられていたが、ジョンの銃弾で窮地を脱すると、背後の客車に移って連結を外す。コールと銀鉱石を乗せて走り続けた列車は谷に落ち、コールは大量の銀鉱石の下敷きになって河底に沈んでいった。
人々を救ったヒーロー“ローン・レンジャー”として称えられたジョンは、鉄道会社の会長からマスクを外して街に残らないかと誘われる。しかしジョンは誘いを断るとレベッカに別れを告げ、一足先に街を離れていたトントと合流し、共に旅立っていった。

## 登場人物
トント
コマンチ族最後の悪霊ハンターを自称する男。キャヴェンディッシュとは26年前に因縁があり、彼を悪霊（ウィンディゴ）と称して命を狙っている。ジョンのことを偉大な戦士スピリット・ウォーカーであると考え、彼を助けた後は“キモサベ”と呼ぶようになる。
ジョン・リード（ローン・レンジャー）
コルビーにやってきた新任の地方検事。強い正義感を持っているが、それ故に頭が固く融通も利かない。トントに助けられてからはマスクを付けているため正体不明の扱いで、レンジャーの衣服を身に纏っていることから“ローン・レンジャー”の名で呼ばれる。
レイサム・コール
鉄道会社の社員。善人のように振舞うが、実際には目的のためなら手段を選ばない悪党で、会社の乗っ取りを画策している。コマンチ族との協定により彼らの居住地に鉄道を通せず、大きく迂回することを快く思っていない。
レベッカ・リード
ダンの妻。若い頃はジョンと惹かれ合っていたが、現在は彼の兄ダンと結ばれており、ダニーという一人息子がいる。
レッド・ハリントン
売春宿を経営する女性。キャヴェンディッシュのせいで右足が義足になったため彼を恨んでおり、キャヴェンディッシュを追うトントとジョンに快く協力する。
ブッチ・キャヴェンディッシュ
先住民殺しの悪名で知られる悪党。本作のディズニー・ヴィランズ。ダンに捕らえられて1年間を刑務所で過ごした後、コルビーで絞首刑に処される予定だった。残忍な性格で、殺した相手の心臓をナイフで抉り出し食べるのが趣味。
ダン・リード
テキサス・レンジャーのリーダー。ジョンの兄。
ダニー・リード
ダンとレベッカの息子。
キャプテン・フラー
騎兵隊を率いる大尉。実直な軍人だが、無実の人間をそうと知らず殺してしまったことを知ると、真実を隠蔽するため悪党の側に付く計算高い面を持つ。
チーフ・ビッグ・ベア
コルビーの近くに住むコマンチ族のチーフ。トントの過去を知っている。
コリンズ
ダンの部下。ジョンが子供の頃からの知り合い。ダンを裏切りキャヴェンディッシュに寝返ったが、殺すように命じられたレベッカとダニーを逃がす良心は残っていた。

## キャスト
| 役名                                | 俳優                       | 日本語吹替 | 日本語吹替 |
| 役名                                | 俳優                       | 劇場公開版 |            |
| ----------------------------------- | -------------------------- | ---------- | ---------- |
| ジョン・リード / ローン・レンジャー | アーミー・ハマー           | 相原嵩明   |            |
| トント                              | ジョニー・デップ           | 平田広明   |            |
| レイサム・コール                    | トム・ウィルキンソン       | 小川真司   |            |
| レベッカ・リード                    | ルース・ウィルソン         | 高橋理恵子 |            |
| レッド・ハリントン                  | ヘレナ・ボナム＝カーター   | 朴璐美     |            |
| ブッチ・キャヴェンディッシュ        | ウィリアム・フィクナー     | 廣田行生   |            |
| ダン・リード                        | ジェームズ・バッジ・デール | 宮内敦士   |            |
| ダニー・リード                      | ブライアント・プリンス     | 山田瑛瑠   |            |
| キャプテン・フラー                  | バリー・ペッパー           | 檀臣幸     |            |
| チーフ・ビッグ・ベア                | サギノー・グラント         | 大木民夫   |            |
| ウィル                              | メイソン・クック           | 青木柚     |            |
| フランク                            | ハリー・トレッダウェイ     | 下山吉光   |            |
| ヘスース                            | ホアキン・コシオ           | 田中英樹   |            |
| コリンズ                            | レオン・リッピー           | 宝亀克寿   |            |
| ハバーマン                          | スティーヴン・ルート       | をはり万造 |            |
| バレット                            | ジェームズ・フレイン       | 西凜太朗   |            |
| ジョー                              | グローヴァー・コールソン   | 楠見尚己   |            |
| ピラー                              | ルッツ・P・メンデス        | 井上祐子   |            |
| レッド・ニー                        | ギル・バーミンガム         | 乃村健次   |            |
| ウェンデル                          | JD・カラム                 | 多田野曜平 |            |
| レイ                                | デイモン・ヘリマン         | 加藤拓二   |            |
| スキニー                            | マット・オリアリー         | 板野正輝   |            |
| クレイトン                          | ケヴィン・ウィギンズ       | 隈本吉成   |            |
| ナヴァロ                            | ロバート・ベイカー         | 荒井勇樹   |            |
| マーティン                          | チャド・ブラメット         | 田村真     |            |
| ブレイン                            | デイモン・カーニー         | 橘潤二     |            |
| ホリス                              | リュー・テンプル           | 石井隆夫   |            |
| カイ                                | フリーダ・フォー・シェン   | 高橋里枝   |            |
| 電信係                              | ジャック・アクセルロッド   | 関口篤     |            |
| 幼女                                | デイヴィン・ラグルス       | 川島悠美   |            |
| 牧師                                | クリストファー・ヘイゲン   | 佐々健太   |            |
| ヘレン                              | ティナ・パーカー           | 喜代原まり |            |
| レンジャー                          | マシュー・ページ           | 桂一雅     |            |

- 吹替版

翻訳：平田勝茂
演出：鍛治谷功
録音：上村利秋
調整：The Walt Disney Studios - Burbank, CA
制作担当：村井亨子（スタジオ・エコー）
録音制作：スタジオ・エコー
制作監修：山本千絵子
制作総指揮：佐藤淳
日本語版製作：DISNEY CHARACTER VOICES INTERNATIONAL, INC.

## 製作

### 企画

#### コロンビア映画
2002年3月、コロンビア ピクチャーズは、『ローン・レンジャー』の映画化権を所有しているクラシック・メディアと共同で製作する意向を発表した。プロジェクトにはダグラス・ウィックとルーシー・フィッシャーの夫婦プロデューサーが参加した。映画のトーンは『マスク・オブ・ゾロ』に似ており、コロンビア映画はトントを女好きに再設定することを提案した。プロジェクトの予算は7000万ドルであった。2003年5月、デヴィッド・ピープルズとジャネット・ピープルズが脚本執筆のために雇われた。2005年1月、脚本書き直しのためにレータ・カログリディス、さらに監督としてジョナサン・モストウがそれぞれ雇われた。

#### ブラッカイマーとディズニー
『ローン・レンジャー』は2007年1月までデベロップメント・ヘルに陥り、ワインスタイン・カンパニーがクラシック・メディアからの映画化権購入に興味を持っていた。しかしながら取引は失敗に終わり、エンターテインメント・ライツとオプション契約を交わした。2007年5月、プロデューサーのジェリー・ブラッカイマーが『ローン・レンジャー』製作のためにウォルト・ディズニー・ピクチャーズと準備した。脚本はこれまでブラッカイマーとディズニーと共に『パイレーツ・オブ・カリビアン』シリーズを手がけたテッド・エリオットとテリー・ロッシオが執筆するだろうと報じられた。2008年3月下旬にはエリオットとロッシオへの最終交渉が行われた。2008年9月、ディズニーはジョニー・デップがトントを演じると発表した。
エリオットとロッシオの脚本はスーパーナチュラル的トーンであり、ジャスティン・ヘイスが書き直した。2009年5月、『プリンス・オブ・ペルシャ/時間の砂』でブラッカイマーとディズニーと共同したマイク・ニューウェルへの監督交渉が行われた。しかしながらブラッカイマーは、ニューウェルが『プリンス・オブ・ペルシャ』を完了し、デップが『パイレーツ・オブ・カリビアン/生命の泉』の撮影を終えるまで監督を雇うのを待ちたかった。ブラッカイマーは「『パイレーツ4』が最優先」とコメントした。2010年9月、ゴア・ヴァービンスキーが監督として雇われた。撮影はデップが『ダーク・シャドウ』の仕事を終えた後に始まる予定であった。ローン・レンジャー役にはアーミー・ハマーに決定した。

#### 頓挫
2011年8月12日、ディズニーは『ローン・レンジャー』の製作が予算の問題により遅れることを発表し、8月15日、別の西部劇映画の『カウボーイ & エイリアン』の興行成績が芳しくなかったこともあり、棚上げされることが明らかとなった。
2011年10月、ディズニーは製作費を変更し、映画が再び軌道に乗り始めていることを明かした。撮影開始は2012年2月6日、公開日は2013年5月31日と報じられたが、後者は2013年7月3日に変更された。

### 撮影
2012年3月初週に撮影が始まり、3月8日にローン・レンジャーに扮するアーミー・ハマーとトントに扮するジョニー・デップの写真が初公開された。
2012年9月21日、水中アクションシーンの準備中にスタッフが溺死した。

### 興行収入
全世界での興行収入は2億6千万ドル。赤字映画の中でも、史上ワーストクラスの損失を出したと推測されている。

## 受賞とノミネート
| 賞                     | 部門                               | 候補者                                                     | 結果       |
| ---------------------- | ---------------------------------- | ---------------------------------------------------------- | ---------- |
| ゴールデンラズベリー賞 | 最低作品賞                         | 『ローン・レンジャー』                                     | ノミネート |
| ゴールデンラズベリー賞 | 最低男優賞                         | ジョニー・デップ                                           | ノミネート |
| ゴールデンラズベリー賞 | 最低前日譚・リメイク・盗作・続編賞 | 『ローン・レンジャー』                                     | 受賞       |
| ゴールデンラズベリー賞 | 最低監督賞                         | ゴア・ヴァービンスキー                                     | ノミネート |
| ゴールデンラズベリー賞 | 最低脚本賞                         | ジャスティン・ヘイス、テッド・エリオット、テリー・ロッシオ | ノミネート |